# Nuoto sincronizzato ai campionati europei di nuoto 2010 - Duo
La fase preliminare si è svolta il 5 agosto 2010 e vi hanno partecipato 17 squadre. La finale si è svolta l'8 agosto 2010.

## Medaglie
| Posizione | Atlete                              | Paese   |
| --------- | ----------------------------------- | ------- |
| Oro       | Natalia Ischenko Svetlana Romashina | Russia  |
| Argento   | Ona Carbonell Andrea Fuentes        | Spagna  |
| Bronzo    | Daria Iushko Kseniya Sydorenko      | Ucraina |

## Risultati fase preliminare
Le prime 12 squadre sono state ammesse alla fase finale.
| Pos. | Nazionalità | Atlete                              | Tecnico | Libero | Totale |
| ---- | ----------- | ----------------------------------- | ------- | ------ | ------ |
| 1    | Russia      | Natalia Ischenko Svetlana Romashina | 48.850  | 49.100 | 97.950 |
| 2    | Spagna      | Ona Carbonell Andrea Fuentes        | 46.800  | 48.200 | 95.000 |
| 3    | Ucraina     | Daria Iushko Kseniya Sydorenko      | 45.500  | 46.400 | 91.900 |
| 4    | Italia      | Manila Flamini Giulia Lapi          | 44.850  | 45.400 | 90.250 |
| 5    | Regno Unito | Olivia Allison Jenna Randall        | 44.200  | 44.800 | 89.000 |
| 6    | Israele     | Anastasia Gloushkov Inna Yoffe      | 44.100  | 44.050 | 88.150 |
| 6    | Francia     | Apolline Dreyfuss Chloe Willhelm    | 43.950  | 44.200 | 88.150 |
| 8    | Rep. Ceca   | Sonia Bernardova Alzbeta Dufkova    | 42.750  | 42.700 | 85.450 |
| 9    | Austria     | Nadine Brandl Lang Livia            | 42.500  | 42.900 | 85.400 |
| 10   | Paesi Bassi | Elisabeth Sneeuw Nicolien Wellen    | 41.700  | 42.100 | 83.800 |
| 11   | Svizzera    | Pamela Fischer Marina Saurenmann    | 41.300  | 41.500 | 82.800 |
| 12   | Germania    | Wiebke Jeske Edith Zeppenfeld       | 39.450  | 40.300 | 79.750 |
| 13   | Ungheria    | Dorottya Kovacs Kata Stumpf         | 39.400  | 39.050 | 78.450 |
| 14   | Bulgaria    | Iglika Goleminova Kalina Yotdanova  | 38.300  | 39.650 | 77.950 |
| 15   | San Marino  | Christina Nicolini Elena Tini       | 36.100  | 37.750 | 73.850 |
| 16   | Turchia     | Melis Oner Tugce Tanis              | 35.700  | 36.250 | 71.950 |
| 17   | Polonia     | Sara Krawczynska Weronika Sekowska  | 34.100  | 35.750 | 69.850 |

## Finale
| Pos. | Nazionalità | Atlete                              | Punti  |
| ---- | ----------- | ----------------------------------- | ------ |
|      | Russia      | Natalia Ischenko Svetlana Romashina | 98.700 |
|      | Spagna      | Ona Carbonell Andrea Fuentes        | 96.700 |
|      | Ucraina     | Daria Iushko Kseniya Sydorenko      | 93.400 |
| 4    | Italia      | Manila Flamini Giulia Lapi          | 91.700 |
| 5    | Regno Unito | Olivia Allison Jenna Randall        | 90.300 |
| 6    | Francia     | Apolline Dreyfuss Chloe Willhelm    | 90.000 |
| 7    | Israele     | Anastasia Gloushkov Inna Yoffe      | 88.100 |
| 8    | Rep. Ceca   | Sonia Bernardova Alzbeta Dufkova    | 86.600 |
| 9    | Austria     | Nadine Brandl Lang Livia            | 86.500 |
| 10   | Paesi Bassi | Elisabeth Sneeuw Nicolien Wellen    | 83.800 |
| 11   | Svizzera    | Pamela Fischer Marina Saurenmann    | 83.700 |
| 12   | Germania    | Wiebke Jeske Edith Zeppenfeld       | 80.300 |